# Polyancistroides
Polyancistroides är ett släkte av insekter. Polyancistroides ingår i familjen vårtbitare.
Kladogram enligt Catalogue of Life:
| Polyancistroides | \| \| Polyancistroides carcinus \| \| \| \| \| \| Polyancistroides gundlachi \| \| \| \| \| \| Polyancistroides xanthicles \| \| \| \| |
|                  | \| \| Polyancistroides carcinus \| \| \| \| \| \| Polyancistroides gundlachi \| \| \| \| \| \| Polyancistroides xanthicles \| \| \| \| |
|                  | Polyancistroides carcinus |
|                  | |
|                  | Polyancistroides gundlachi |
|                  | |
|                  | Polyancistroides xanthicles |
|                  | |